# Сату-Ноу (Березень, Васлуй)
Сату-Ноу (рум. Satu Nou) — село у повіті Васлуй в Румунії. Входить до складу комуни Березень.
Село розташоване на відстані 266 км на північний схід від Бухареста, 44 км на південний схід від Васлуя, 98 км на південний схід від Ясс, 104 км на північ від Галаца.

## Населення
За даними перепису населення 2002 року у селі проживали 1517 осіб, усі — румуни. Усі жителі села рідною мовою назвали румунську.